# 거름종이

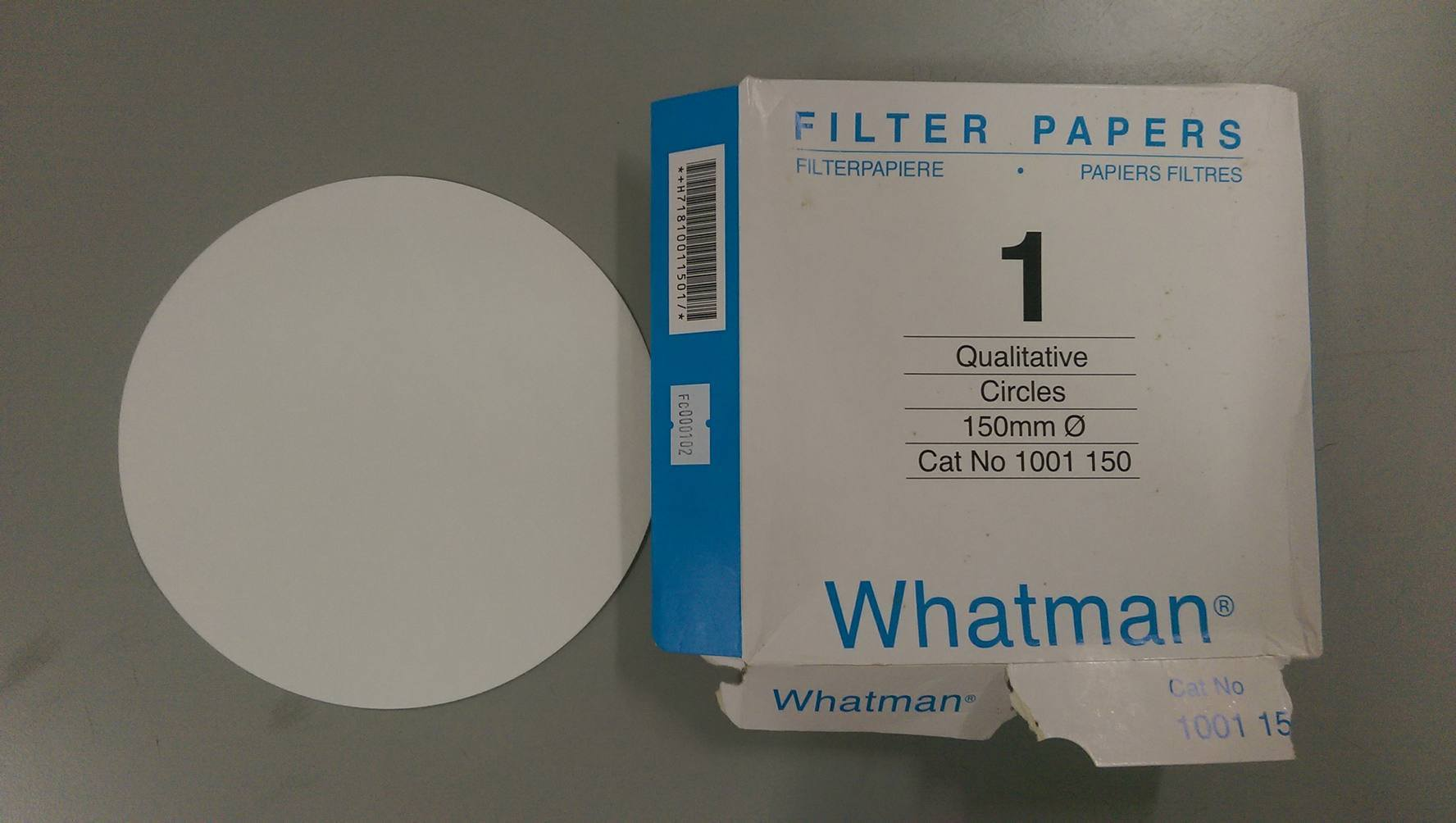
150mm 거름종이

거름종이(문화어: 거르기종이)는 혼합물에 들어 있는 물질 중 녹지 않은 물질을 걸러내는 특수한 종이이다. 여과지(濾過紙)라고도 한다.

## 종류
- 공기여과기
- 커피 필터
- 연료 여과기

## 사용법
- 반으로 접고 다시 반으로 접은 다음, 원뿔 모양으로 벌려서 깔때기 안에 끼운다.
- 물로 적셔서 거름종이와 깔때기 사이에 틈이 생기지 않도록 가볍게 눌러 밀착 시킨다. 액체를 거를 때는 깔때기를 깔때기 받침대에 올려놓고 깔때기관 끝의 긴 쪽을 비커의 측면에 닿게 하여 거르고자 하는 액체가 비커의 측면을 따라 흐르도록 한다.
- 유리 막대를 거름종이에 대고 액체를 천천히 깔때기에 붓는다. 한꺼번에 많이 부으면 액체가 거름종이 위로 넘치므로 주의한다.

## 같이 보기
- 여과
- 거름천